# Moeritherium
 Moeritherium  gehört neben Eritherium, Numidotherium und Phosphatherium zu den ältesten bekannten Gattungen der Rüsseltiere (Proboscidea) und ist damit einer der ältesten Vorfahren der heutigen Elefanten. Es war hauptsächlich im nördlichen Afrika verbreitet.

## Merkmale

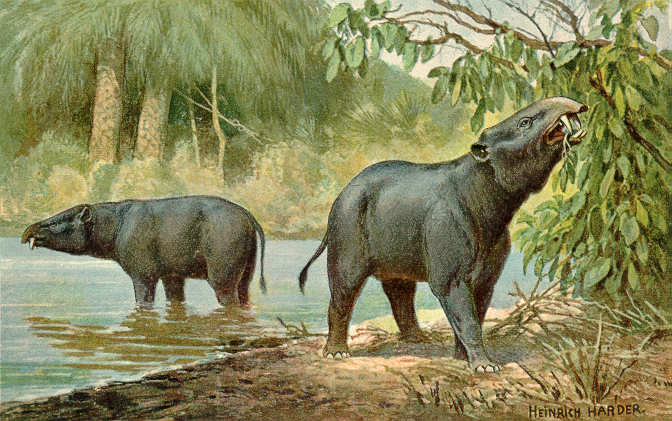
Moeritherium, Darstellung von Heinrich Harder (1912).

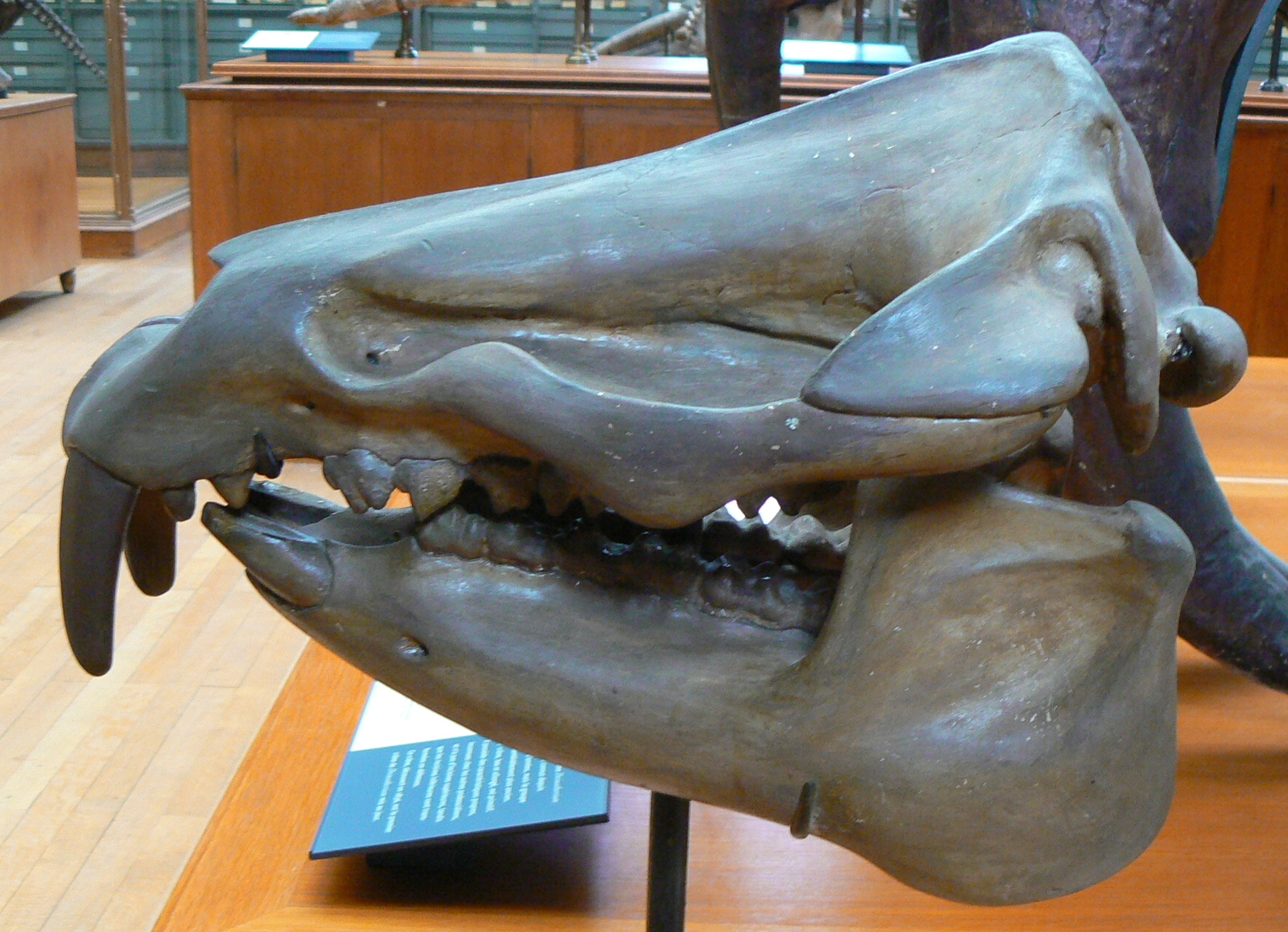
Schädel von Moeritherium lyonsi im Muséum national d’histoire naturelle in Paris.

Moeritherium, zu Deutsch Tier des Moeri-Sees, lebte vor etwa 40 bis 30 Millionen Jahren im Oberen Eozän (Bartonium und Priabonium) und unteren Oligozän (Rupelium). Es erreichte etwa die Ausmaße eines heute lebenden Tapirs und besaß eine Schulterhöhe von 60, im Extremfall bis 100 cm. Der Körper war allerdings sehr langgestreckt und erreichte Rekonstruktionen zufolge bei größeren Exemplaren bis 350 cm Kopf-Rumpf-Länge. Die Gliedmaßen waren sehr kräftig und kurz, teilweise aber auch seitlich verkürzt. Das Tier dürfte an die 200 kg gewogen haben.
Der Schädel hatte eine deutlich gestreckte Form mit weit ausladenden Jochbeinen. Das Hinterhauptsbein war breit und besaß einen deutlichen Wulst als Ansatzstelle für eine massive Nackenmuskulatur. Die Stirn wies nur eine leichte Wölbung auf, im Oberschädel befanden sich aber kleine, luftgefüllte Hohlräume zur Gewichtsreduzierung des Schädels, womit Moeritherium die Entwicklung der späteren Rüsseltiere vorwegnahm. Das Nasenbein endete knapp vor dem Oberkiefer, die Nasenlöcher lagen sehr hoch am Schädel und waren nicht seitlich erhöht wie bei den späteren Rüsseltieren, was gegen die Existenz eines Rüssels spricht, möglicherweise war aber eine mobilere Oberlippe ausgebildet. Die Augenhöhlen befanden sich sehr weit vorn im Schädel, etwa auf der Höhe der vorderen Prämolaren. Die Ohrregion war wesentlich weiter entwickelt als bei früheren Rüsseltieren und entsprach jener der heutigen Elefanten.
Der Unterkiefer hatte einen sehr kräftigen und hohen Bau mit einer massiven, aber kurzen Symphyse. Das Gebiss von Moeritherium war gegenüber dem seiner Vorfahren durch den Verlust eines Paares unterer Schneidezähne, des unteren Eckzahnpaars sowie des oberen und unteren vorderen Paares der Prämolaren stärker reduziert und dadurch wesentlich moderner als das Gebiss älterer Rüsseltiere. Die Zahnformel lautet: {\displaystyle {\frac {3.1.3.3.}{2.0.3.3.}}}. Jeweils das zweite Paar der Schneidezähne (I2) im Ober- und im Unterkiefer war verlängert, bildete aber noch keine echten Stoßzähne. Im Falle des Unterkiefers ist die Verlängerung des zweiten Schneidezahns ein singuläres Merkmal bei Moeritherium, da bei allen anderen Rüsseltieren die Stoßzähne immer aus dem ersten (I1) gebildet werden. Die Backenzähne hatten allgemein einen bunodonten Aufbau, besaßen aber zwischen den charakteristischen Zahnschmelzhöckern kleine Leisten (bunolophodont). Dabei wiesen der letzte Prämolar und die ersten beiden Molaren jeweils zwei dieser Leisten auf (bilophodont), während sich am hintersten Molar zusätzlich noch der Ansatz einer dritten Leiste befand. Frühe Vertreter von Moeritherium hatten aber einen deutlich lophodonteren Zahnbau.

## Paläobiologie

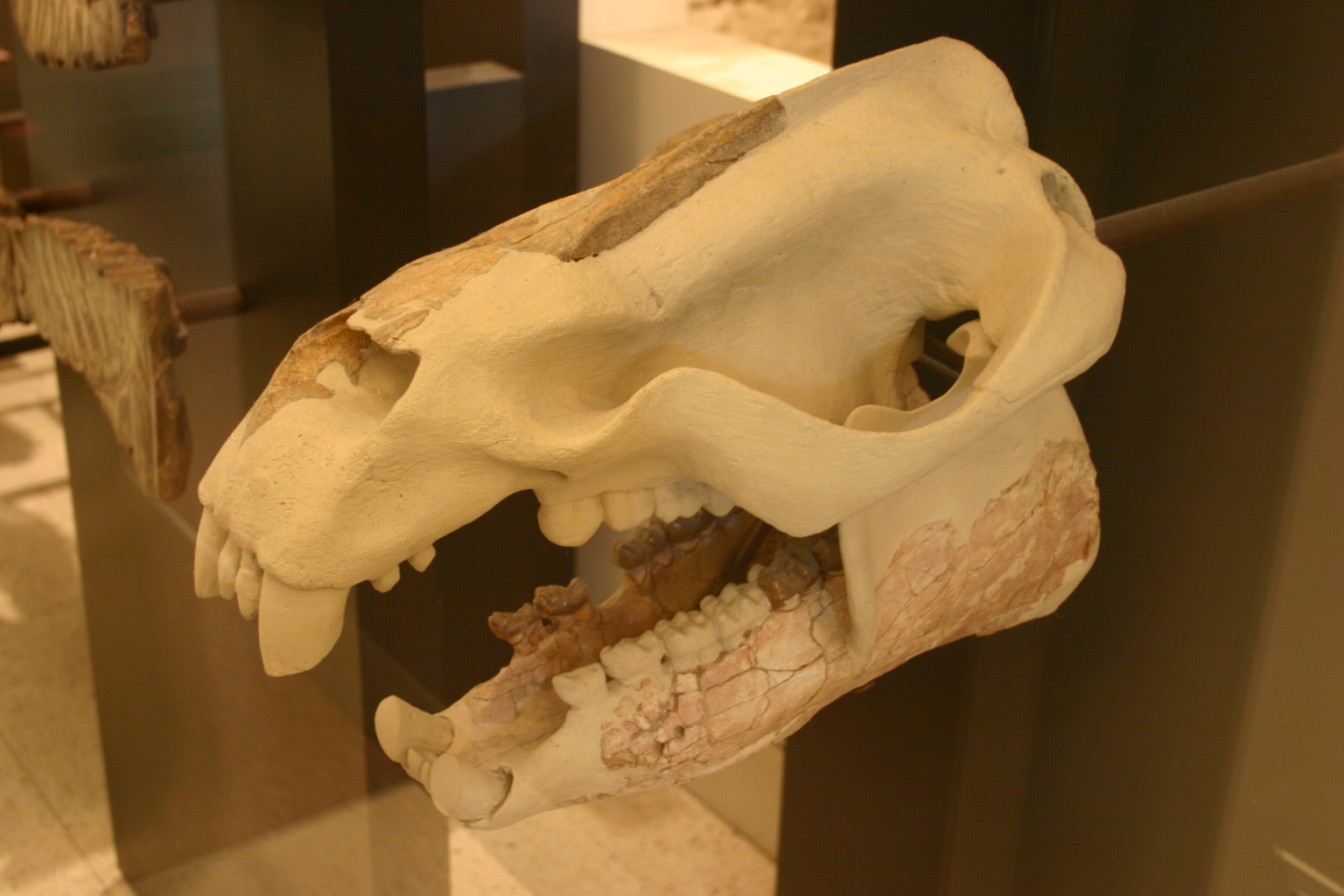
Schädel von Moeritherium andrewsi

Forschungsgeschichtlich wurde schon früh diskutiert, ob Moeritherium amphibisch in Seen und Flüssen lebte und sich vornehmlich von Wasserpflanzen ernährte. Gründe dafür waren anatomisch bedingt, wie die sehr kurzen Gliedmaßen, der langgestreckte Körper und die deutlich im vorderen Schädelbereich liegenden Augen. Isotopenuntersuchungen an Zähnen von neu aufgefundenem Skelettmaterial aus Ägypten, die zusammen mit Resten von Barytherium erfolgten, bestätigten diese Annahme. Dabei konnte im Zahnschmelz ein gegenüber terrestrisch lebenden Säugetieren relativ konstanter Anteil des schweren Sauerstoffisotops 18O nachgewiesen werden, der aber noch immer deutlicher schwankte als bei rein aquatischen Säugern. Dies lässt annehmen, das Moeritherium wie Barytherium im damaligen Tropischen Regenwald die Uferbereiche von Gewässern bewohnte und einen großen Teil des Tages im Wasser verbrachte, um Nahrung aufzunehmen. Allerdings kann bei ihm auch ein geringer Verzehr von terrestrischen Pflanzen nicht ausgeschlossen werden. Aufgrund der stark abweichenden Werte des ebenfalls untersuchten Kohlenstoffisotops 13C von Moeritherium im Vergleich zu Barytherium  haben sich beide Rüsseltiere aber von unterschiedlichen Pflanzen ernährt.

## Forschungsgeschichte
Im Jahr 1901 wurden im Fayyum in Ägypten Fossilreste in der Qasr-el-Sagha-Formation entdeckt, die von Charles William Andrews als Moeritherium lyonsi erstmals beschrieben wurden. Bereits ein Jahr später wurde nahebei ein weiteres, etwas kleineres Exemplar in einer fluvio-marinen Formation aufgefunden und von Andrews dem Taxon Moeritherium gracile zugewiesen. 1904 fand Andrews die ersten Moeritherium trigodon-Fossilien in den Sedimenten des Fayyum. Max Schlosser aus München teilte 1911 von Moeritherium lyonsi ein weiteres Taxon ab, welches er als Moeritherium andrewsi bezeichnete. Letzteres Taxon war ebenfalls recht groß und stammte aus einer fluvio-marinen Formation. Vor noch nicht allzu langer Zeit (2006) kamen in Bir El Ater in Algerien erstmals Überreste des Taxons Moeritherium chehbeurameuri zum Vorschein.

## Systematik
Moeritherium ist eine Gattung aus der Ordnung der Rüsseltiere (Proboscidea). Innerhalb dieser gehört sie zu den sehr frühen Rüsseltieren, welche erstmals im Oberen Paläozän Nordafrikas auftraten. Möglicherweise ist die Gattung Teil der Unterordnung der Plesielephantiformes, die durch zwei Leisten auf den Molaren charakterisiert sind. Die gleichzeitige Nutzung aller Zähne im Gebiss (vertikaler Zahnwechsel) verweist ebenfalls auf die frühen Rüsseltiere, die noch nicht den für die späten Formen und die heutigen Elefanten charakteristischen horizontalen Zahnwechsel ausgebildet hatten.
Weitere Merkmale, die die Stellung innerhalb der Rüsseltiere stützen, sind vor allem die luftgefüllten Schädelknochen und die massiv ausgebildete Unterkiefersymphyse sowie auch die Stellung der Orbita weit vorne im Schädel oberhalb der vorderen Prämolaren. Aufgrund des stärkeren bunodonten Baus der Molaren steht Moeritherium zusammen mit Arcanotherium den späteren Rüsseltieren deutlich näher als den gleichzeitig auftretenden frühen Rüsseltieren wie Barytherium und Numidotherium, welche deutlich lophodontere Molaren besaßen. Als Bindeglied zu diesen Rüsseltieren werden aber die frühesten Moeritherium-Vertreter mit ihren ebenfalls stärker lophodonten Zähnen gesehen, die sie aber im Laufe ihrer stammesgeschichtlichen Entwicklung zu eher bunodonten umbauten.
Die Diskussion um die Stellung von Moeritherium innerhalb der Rüsseltiere wurde lange geführt. Einige Forscher sahen ihn nur als Verwandten der Rüsseltiere an, mit einer näheren taxonomischen Stellung zu Anthracobune aus Südasien. Heute wird Moeritherium als eindeutiges Mitglied der Rüsseltiere gewertet, das allerdings ein hoch spezialisierter Seitenzweig war, der im frühen Oligozän ohne weitere Nachfahren erlosch. Unter den auf Moeritherium folgenden Rüsseltieren finden sich die Deinotherien (Hauerelefanten), Palaeomastodon und über Phiomia auch die Gomphotherien und später die Elefanten mit den Mammuts und den heute lebenden Elefantenarten.
Im Laufe der Forschungsgeschichte wurden insgesamt acht Arten beschrieben, von denen aber nur drei heute anerkannt sind:
- Moeritherium chehbeurameuri Delmer, Mahboubi, Tabuce & Tassy, 2006
- Moeritherium lyonsi Andrews, 1901 (Synonyme: M. gracile, M. ancestrale, M. latidens, M. pharaoensis)
- Moeritherium trigodon Andrews, 1904 (Synonym: M. andrewsi)

## Fundorte
Funde von Moeritherium sind bisher weitgehend auf das nördliche Afrika beschränkt. Außerhalb Afrikas kommt die Gattung nicht vor, da damals der Kontinent durch den Tethys-Ozean vom damaligen Eurasien getrennt war und entsprechende Landbrücken erst im frühen Miozän vor rund 22 Millionen Jahren entstanden waren. Zu den bedeutendsten Fundorten zählen:
- Ägypten - Fayyum - Oberes Eozän, Oligozän[14]
- Algerien - Bir el Ater (Nementcha Berge) - Mittleres bis Oberes Eozän[15][5] sowie Khenchela - Eozän[16]
- Libyen - Dor el Talha (Sirte-Becken) - Oberes Eozän, Unteres Oligozän[17]
- Mali - Tafidet bei Gao[18]
- Sudan